# 나이얼 퀸
나이얼 존 퀸(영어: Niall John Quinn, 1966년 10월 6일 ~ )은 아일랜드의 전 축구 선수이자, 잉글랜드 프리미어리그의 선덜랜드 AFC의 구단주이다.
아일랜드 더블린 출신으로 미성년자 축구팀에서 뛰다가 1983년 잉글랜드 프리미어리그의 아스널 FC의 계약을 맺고 진출했으며, 1988년 UEFA 유로 1988에 출전했으며, 이후 1990년 80만 파운드에 맨체스터 시티 FC와 다시 계약을 맺고 첫 시즌에서 22번의 득점을 올리고 1990년 FIFA 월드컵에도 출전하였다.
그러나 1993년 ~ 1994년까지 부상으로 시즌에 뛰지 못했고, 1996년 선덜랜드 AFC로 합류해 1999년 한 시즌 21번의 득점을 올려 선덜랜드 기록을 갱신하였다.
2002년 FIFA 월드컵 출전 후 은퇴해 2003년 선덜랜드에서 간단한 코치를 역임한 뒤 텔레비전 학자와 해설자로 활동하였다. 2006년 6월 부유한 드루마빌리 컨소시엄에서 선덜랜드의 지분을 매입하였고, 2008년 더블린 대학에서 제임스 조이스 상을 받았다.

## 서훈
- 2003년 명예 대영 제국 훈장 5등급(honorary MBE, 외국인대상 정원외) 수훈